# Victor Lekhal
Victor Lekhal (en arabe : فيكتور لكحل), né le 27 février 1994 à Fécamp, est un footballeur international algérien. Il évolue au poste de milieu de terrain.

## Carrière
Il est né de père algérien et de mère française.
Victor Lekhal signe son premier contrat professionnel d'une durée de trois ans en mars 2014, peu après s'être blessé au ligaments croisés du genou. Il revient à la compétition près d'un an plus tard, en février 2015. En manque de temps de jeu en 2015-2016, il est prêté six mois à l'US Avranches Mont-Saint-Michel en janvier 2016. Il prolonge son contrat avec Le Havre jusqu'en 2020 à la fin de la saison 2016-2017.
Il est appelé pour la première fois en équipe nationale d'Algérie en mars 2019.
Victor Lekhal, après trois ruptures des ligaments croisés revient à son meilleur niveau lors de la saison 2022-2023, et est nommé pour le titre de meilleur joueur de Ligue 2, aux trophées de l'UNFP. A la fin de la saison, le Havre AC, dont il est le capitaine, remporte le titre de champion de Ligue 2, et monte en Ligue 1. Quatre ans après sa première et seule sélection, il est alors de nouveau appelé en équipe d'Algérie.
Le 7 juin 2023, en fin de contrat, refusant la proposition de prolongation de son contrat, il quitte le Havre pour le Qatar, et s'engage avec le club d'Umm Salal SC.

## Statistiques

### En club
| Saison                | Club                  | Championnat           | Championnat | Championnat | Championnat | Coupe nationale | Coupe nationale | Coupe nationale | Coupe de la Ligue | Coupe de la Ligue | Coupe de la Ligue | Barrages | Barrages | Barrages | Total | Total | Total |
| Saison                | Club                  | Division              | M.          | B.          | P.d.        | M.              | B.              | P.d.            | M.                | B.                | P.d.              | M.       | B.       | P.d.     | M.    | B.    | P.d.  |
| 2011-2012             | Le Havre AC rés.      | CFA                   | 1           | 0           | 0           | -               | -               | -               | -                 | -                 | -                 | -        | -        | -        | 1     | 0     | 0     |
| 2012-2013             | Le Havre AC rés.      | CFA                   | 17          | 1           | 0           | -               | -               | -               | -                 | -                 | -                 | -        | -        | -        | 17    | 1     | 0     |
| 2013-2014             | Le Havre AC rés.      | CFA 2                 | 13          | 1           | 0           | -               | -               | -               | -                 | -                 | -                 | -        | -        | -        | 13    | 1     | 0     |
| 2014-2015             | Le Havre AC rés.      | CFA 2                 | 15          | 6           | 0           | -               | -               | -               | -                 | -                 | -                 | -        | -        | -        | 15    | 6     | 0     |
| 2015-2016             | Le Havre AC rés.      | CFA 2                 | 10          | 1           | 0           | -               | -               | -               | -                 | -                 | -                 | -        | -        | -        | 10    | 1     | 0     |
| 2016-2017             | Le Havre AC rés.      | CFA                   | 6           | 0           | 0           | -               | -               | -               | -                 | -                 | -                 | -        | -        | -        | 6     | 0     | 0     |
| 2017-2018             | Le Havre AC rés.      | National 2            | 2           | 0           | 0           | -               | -               | -               | -                 | -                 | -                 | -        | -        | -        | 2     | 0     | 0     |
| 2019-2020             | Le Havre AC rés.      | National 3            | 2           | 1           | 0           | -               | -               | -               | -                 | -                 | -                 | -        | -        | -        | 2     | 1     | 0     |
| Sous-total            | Sous-total            | Sous-total            | 66          | 10          | 0           | -               | -               | -               | -                 | -                 | -                 | -        | -        | -        | 66    | 10    | 0     |
| 2012-2013             | Le Havre AC           | Ligue 2               | 0           | 0           | 0           | -               | -               | -               | -                 | -                 | -                 | -        | -        | -        | 0     | 0     | 0     |
| 2013-2014             | Le Havre AC           | Ligue 2               | 3           | 0           | 0           | -               | -               | -               | 0                 | 0                 | 0                 | -        | -        | -        | 3     | 0     | 0     |
| 2014-2015             | Le Havre AC           | Ligue 2               | 6           | 0           | 0           | 1               | 0               | 0               | -                 | -                 | -                 | -        | -        | -        | 7     | 0     | 0     |
| 2015-2016             | Le Havre AC           | Ligue 2               | 3           | 0           | 1           | 1               | 0               | 0               | 1                 | 1                 | 0                 | -        | -        | -        | 5     | 1     | 1     |
| 2016-2017             | Le Havre AC           | Ligue 2               | 19          | 0           | 0           | 2               | 0               | 0               | -                 | -                 | -                 | -        | -        | -        | 21    | 0     | 0     |
| 2017-2018             | Le Havre AC           | Ligue 2               | 35          | 0           | 1           | 1               | 0               | 0               | -                 | -                 | -                 | -        | -        | -        | 36    | 0     | 1     |
| 2018-2019             | Le Havre AC           | Ligue 2               | 26          | 0           | 0           | 4               | 0               | 0               | 5                 | 1                 | 1                 | -        | -        | -        | 35    | 1     | 1     |
| 2019-2020             | Le Havre AC           | Ligue 2               | 9           | 0           | 0           | -               | -               | -               | -                 | -                 | -                 | -        | -        | -        | 9     | 0     | 0     |
| 2020-2021             | Le Havre AC           | Ligue 2               | 34          | 0           | 0           | -               | -               | -               | -                 | -                 | -                 | -        | -        | -        | 34    | 0     | 0     |
| 2021-2022             | Le Havre AC           | Ligue 2               | 31          | 1           | 1           | 1               | 0               | 0               | -                 | -                 | -                 | -        | -        | -        | 32    | 1     | 1     |
| 2022-2023             | Le Havre AC           | Ligue 2               | 37          | 6           | 0           | 1               | 0               | 0               | -                 | -                 | -                 | -        | -        | -        | 38    | 6     | 0     |
| Sous-total            | Sous-total            | Sous-total            | 203         | 7           | 3           | 11              | 0               | 0               | 6                 | 2                 | 1                 | -        | -        | -        | 220   | 9     | 4     |
| 2015-2016             | US Avranches (prêt)   | National              | 15          | 1           | 1           | -               | -               | -               | -                 | -                 | -                 | -        | -        | -        | 15    | 1     | 1     |
| 2023-2024             | Umm Salal SC          | Qatar Stars League    | 16          | 2           | 1           | 2               | 0               | 0               | 4                 | 2                 | 1                 | -        | -        | -        | 22    | 4     | 2     |
| 2024-2025             | Umm Salal SC          | Qatar Stars League    | 21          | 3           | 2           | 2               | 0               | 0               | 6                 | 2                 | 1                 | 1        | 0        | 0        | 30    | 5     | 3     |
| Sous-total            | Sous-total            | Sous-total            | 37          | 5           | 3           | 4               | 0               | 0               | 10                | 3                 | 2                 | 1        | 0        | 0        | 52    | 8     | 5     |
| Total sur la carrière | Total sur la carrière | Total sur la carrière | 321         | 23          | 7           | 15              | 0               | 0               | 16                | 5                 | 3                 | 1        | 0        | 0        | 353   | 28    | 10    |

### En sélection nationale
| Saison                | Sélection             | Phases finales        | Phases finales | Phases finales | Phases finales | Éliminatoires CDM | Éliminatoires CDM | Éliminatoires CDM | Éliminatoires CAN | Éliminatoires CAN | Éliminatoires CAN | Matchs amicaux | Matchs amicaux | Matchs amicaux | Total | Total | Total |
| Saison                | Sélection             | Compétition           | M              | B              | Pd             | M                 | B                 | Pd                | M                 | B                 | Pd                | M              | B              | Pd             | M     | B     | Pd    |
| --------------------- | --------------------- | --------------------- | -------------- | -------------- | -------------- | ----------------- | ----------------- | ----------------- | ----------------- | ----------------- | ----------------- | -------------- | -------------- | -------------- | ----- | ----- | ----- |
| 2018-2019             | Algérie               | CAN 2019              | -              | -              | -              | -                 | -                 | -                 | 0                 | 0                 | 0                 | 1              | 0              | 0              | 1     | 0     | 0     |
| Total sur la carrière | Total sur la carrière | Total sur la carrière | -              | -              | -              | -                 | -                 | -                 | 0                 | 0                 | 0                 | 1              | 0              | 0              | 1     | 0     | 0     |

### Matchs internationaux
Le tableau suivant liste les rencontres de l'équipe d'Algérie dans lesquelles Victor Lekhal a été sélectionné depuis le 26 mars 2019 jusqu'à présent.

## Palmarès

### En club
| Le Havre AC (1)                   | Umm-Salal SC (1)                            |
| --------------------------------- | ------------------------------------------- |
| - Ligue 2 (1) : - Champion : 2023 | - Qatari Stars Cup (1) : - Vainqueur : 2024 |

## Distinctions personnelles
- Membre de l'équipe type de Ligue 2 aux Trophées UNFP du football 2023[11]
- Élu meilleur joueur du mois du Havre en février 2017, février 2018, août 2018 , octobre 2018 [12]  et avril 2023
- Élu meilleur joueur de la saison 2018-2019 du Havre [13],[14]